# Società Sportiva Sambenedettese 1966-1967
Questa voce raccoglie le informazioni riguardanti la Società Sportiva Sambenedettese nelle competizioni ufficiali della stagione 1966-1967.

## Rosa
| N. |                   | Ruolo | Calciatore          |
| -- | ----------------- | ----- | ------------------- |
|    | Italia (bandiera) | P     | Dante Bendin        |
|    | Italia (bandiera) | D     | Paolo Beni          |
|    | Italia (bandiera) |       | Berardi             |
|    | Italia (bandiera) | C     | Giancarlo Bianchini |
|    | Italia (bandiera) | C     | Luciano Bonfada     |
|    | Italia (bandiera) | A     | Bruno Caprara       |
|    | Italia (bandiera) | A     | Francesco Ciarapica |
|    | Italia (bandiera) | D     | Ivo Di Francesco    |
|    | Italia (bandiera) | A     | Nicola Flammini     |
|    | Italia (bandiera) | D     | Romano Frigeri      |
|    | Italia (bandiera) | C     | Maurizio Marchini   |
|    | Italia (bandiera) | C     | Guglielmo Mecozzi   |
|    | Italia (bandiera) | A     | Vincenzo Messana    |

| N. |                   | Ruolo | Calciatore          |
| -- | ----------------- | ----- | ------------------- |
|    | Italia (bandiera) | C     | Giorgio Olivieri    |
|    | Italia (bandiera) | A     | Franco Panza        |
|    | Italia (bandiera) | A     | Achille Passoni     |
|    | Italia (bandiera) | C     | Giovanni Pierantoni |
|    | Italia (bandiera) | C     | Giovanni Romani     |
|    | Italia (bandiera) | A     | Fernando Scarpa     |
|    | Italia (bandiera) | P     | Sauro Strologo      |
|    | Italia (bandiera) | P     | Roberto Tancredi    |
|    | Italia (bandiera) | A     | Nicola Traini       |
|    | Italia (bandiera) | C     | Pier Nicola Troli   |
|    | Italia (bandiera) | C     | Nicola Virgili      |
|    | Italia (bandiera) | C     | Roberto Vuerich     |